# Броненосці типу «Прованс»
Броненосці типу  «Прованс» (фр. Provence) — серія французьких батарейних броненосців, збудована у 1861-1867 роках. Найбільша серія лінійних кораблів, коли-небудь побудована у Франції. Дев'ять кораблів з десяти побудованих мали дерев'яні корпуси, і лише один - «Heroine» — залізний. Списані в 1890-х.

## Історія
У 1860 році, прагнучи створити потужний броненосний флот скоріше, ніж британці, Наполеон III вирішив закласти велику серію однотипних броненосців, які представляли собою поліпшену версію «Глуар». Відповідно до початкового проекту, складеним інженером Дюпуї де Ломом, все нові броненосці повинні були мати залізні корпуси. Але французька промисловість не була спроможна таке замовлення досить швидко. У результаті, було прийнято рішення побудувати більшу частину броненосців з дерева, обшитого кованою залізною бронею.
Перші чотири кораблі були закладені в січні-лютому 1861 року, ще чотири — в березні, і два  останніх — у червні і травні. Через величезну кількість ресурсів, необхідну для програми, що вимагала екстремальної на ті часи кількості броньових плит, будівництво серії дещо затягнулося: останні кораблі програми 1861 року увійшли до складу флоту лише у 1867 році, через шість років після закладки

## Конструкція

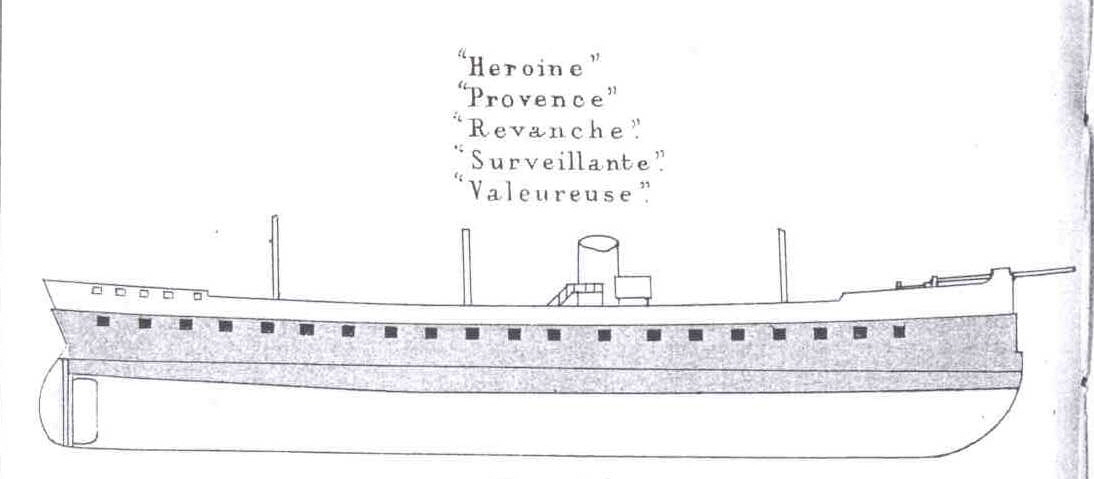
Схема броненосця «Прованс»

Всі броненосці (виключаючи «Героїню» з металевим корпусом) мали однакові дерев'яні корпусу, обшиті броньовими плитами. Їх повна водотоннажність становило близько 5700 тонн. Вони були захищені плитами з кованого заліза, товщиною від 152 мм (по ватерлінії) до 114 мм. «Героїня» вирізняється дещо із загального числа, так як її корпус, аналогічний по конструкції, був залізним. За рахунок більшої його ваги, цей корабель мав водотоннажність в 6155 тонн, але практично не відрізнявся за характеристиками.
Озброєння кораблів спочатку не було стандартизовано - зокрема, через проблеми з виготовленням необхідної кількості важких гармат для такої великої серії. «Фландр», «Прованс» та «Героїня»  були озброєні десятьма 55-фунтовими гладкоствольними, двадцятьма двома 164-міліметровими нарізними гарматами і двома 224-міліметровими гаубицями: дві 164-мм гармати і дві гаубиці стояли відкрито на верхній палубі. Решта кораблів спочатку були озброєні чотирма 238-мм нарізними  і десятьма 194-мм гарматами, чотири з яких стояли на верхній палубі. За час служби, кораблі неодноразово переозброювалися, і до 1868 року озброєння було стандартизовано: вісім 238-мм гармат у батареї і чотирьох 194-мм гармат на верхній палубі. Також всі кораблі серії мали таран.
Силові установки кораблів також різнилися: частина з них була оснащена паровими машинами одинарного розширення, а частина - більш досконалими машинами типу «компаунд». На практиці, з'ясувалося, що при порівняно слабких котлах і низькому тиску пара, старі машини одинарного розширення працювали навіть краще «компаунд». Швидкість кораблів при потужності 3050/3600 к.с. становила 13-14 вузлів.

## Служба
Броненосці серії «Прованс» формували значну частину лінійних сил французького флоту під час франко-пруської війни 1870-1871 років. «Сурвейлянт», «Голу», «Гійень» і «Фландр» у складі ескадри адмірала Буе блокувала балтійське узбережжя Німеччини. «Прованс», «Ероін», «Магнанім», «Вальерез» і «Реванш» на початку війни були у  складі Середземноморської ескадри, а в подальшому були задіяні у блокаді  німецького узбережжя Північного Моря. «Савойя» якраз перед війною завершила кампанію, і впродовж всіх бойових дій так і простояла розукомплектована.
У 1881 році, броненосці типу «Прованс» - «Реванш» і «Сурвейлянт» - брали участь у бомбардуванні туніського міста Сфакс, в зв'язку з ворожими діями туніського бея проти французів в Алжирі.
У 1882-1894 все броненосці були списані і передані на утилізацію. 

## Оцінка проекту
Будучи по суті справи модифікованою версією «Глуар», серійні броненосці типу «Provence» були основною бойовою силою французького флоту в 1860-х. Це були цілком морехідні, добре захищені кораблі, що мали повний захист по ватерлінії і порівняно високу швидкість.
Головним недоліком цих кораблів було застосування на дев'яти з десяти одиниць дерев'яних корпусів - менш міцних, і що знаходяться в небезпеці загоряння. Дерев'яні корпуси також не дозволяли ефективно розділити корпус на водонепроникні відсіки, що загрожувало кораблю загибеллю навіть від одиночної підводної пробоїни. Але зате використання деревини дозволило побудувати цю серію кораблів відносно  швидко - споруда всієї серії зайняла не більше 6 років.
Завдяки серії броненосців «Прованс», французький флот мав у своєму розпорядженні в 1865 році одинадцять, а в 1867 році - шістнадцять сучасних морехідних броненосців. Це забезпечувало йому ефективний паритет з британським Королівським флотом, якіий мав в 1865 році дванадцять, а в 1867-м - шістнадцять сучасних морехідних броненосців.